# Glaucium corniculatum
Glaucienne écarlate, Glaucienne en cornet, Glaucière rouge
Espèce
Glaucium corniculatum, la Glaucienne écarlate, Glaucienne en cornet ou Glaucière rouge, est une espèce de plantes à fleurs de la famille des Papaveraceae.

## Systématique
Le nom scientifique complet (avec auteur) de ce taxon est Glaucium corniculatum (L.) Rudolph.
L'espèce a été initialement classée dans le genre Chelidonium sous le basionyme Chelidonium corniculatum L..
Ce taxon porte en français les noms vernaculaires ou normalisés suivants : glaucienne corniculée,, glaucière corniculée, glaucière écarlate, glaucière en cornet, glaucière rouge, pavot cornu,, glaucienne à fruit en forme de corne, glaucienne en cornet.
Synonymes
Glaucium corniculatum a pour synonymes :
- Glaucium grandiflorum Hayek
- Glaucium luteum subsp. corniculatum (L.) Bonnier & Layens, 1894

### Liste des taxons de rang inférieur
Liste des sous-espèces selon GBIF (7 juillet 2021) :
- Glaucium corniculatum subsp. corniculatum
- Glaucium corniculatum subsp. refractum (Nábelek) Cullen

## Description
La floraison a lieu d'avril à juillet.

## Répartition et habitat
L'espèce est présente dans tout le bassin méditerranéen.
Elle se rencontre dans les champs et friches à proximité de la mer.